# Гидроксоацетат галлия
Гидроксоацетат галлия — неорганическое соединение, 
кристаллогидрат основной соли галлия и уксусной кислоты с формулой Ga(CH3COO)3·3Ga(OH)3·3H2O,
белые кристаллы,
не растворяется в воде.

## Получение
- Действие ацетата натрия на растворимую соль галлия:

{\displaystyle {\mathsf {4Ga(NO_{3})_{3}+3CH_{3}COONa+12H_{2}O\ {\xrightarrow {}}\ }}}
{\displaystyle {\mathsf {\ {\xrightarrow {}}\ Ga(CH_{3}COO)_{3}\cdot 3Ga(OH)_{3}\cdot 3H_{2}O\downarrow +3NaNO_{3}+9HNO_{3}}}}

## Физические свойства
Гидроксоацетат галлия образует белые кристаллы.